# Арбат (село)
Арбат (арм. Արբաթ) — село в Араратской области Армении. Основано в 1830 году.

## География
Село расположено в северо-западной части марза, на расстоянии 27 километров к северо-западу от города Арташат, административного центра области. Абсолютная высота — 850 метров над уровнем моря.
Климат
Климат характеризуется как семиаридный (BSk в классификации климатов Кёппена). Среднегодовая температура воздуха составляет 12,4 °C. Средняя температура самого холодного месяца (января) составляет −2,7 °С, самого жаркого месяца (июля) — 25,9 °С. Расчётная многолетняя норма атмосферных осадков — 296 мм. Наибольшее количество осадков выпадает в мае (50 мм).

## Население
Иван Шопен отмечал, что согласно сведениям из "Камерального описания", составленного в 1829-1831 годах, в селе Арбат Зангибасарского магала Эриванской провинции проживал 391 человек, из которых 264 - мусульмане ("мюгаммедане"), и 127 - армяне, переселившиеся из Персии после заключения Туркманчайского договора (1828) сторонами Русско-персидской войны (1826—1828).
По данным «Сборника сведений о Кавказе» за 1880 год в селе Арбат Эриванского уезда  по сведениям 1873 года было 74 двора и проживало 497 человек, в основном азербайджанцев (указаны как «татары»), которые были шиитами. Также в селе была расположена мечеть.
По данным Кавказского календаря на 1912 год, в селе Арбат Эриванского уезда проживало 782 человек, в основном азербайджанцев, указанных как «татары».
| Год переписи | Население          | Население          | Население          | Население            | Население            | Население            |
| Год переписи | Наличное население | Наличное население | Наличное население | Постоянное население | Постоянное население | Постоянное население |
| Год переписи | Всего              | Мужчины            | Женщины            | Всего                | Мужчины              | Женщины              |
| ------------ | ------------------ | ------------------ | ------------------ | -------------------- | -------------------- | -------------------- |
| 2001         | 1898               | 920                | 978                | 1993                 | 982                  | 1011                 |
| 2011         | 1946               | 960                | 986                | 2058                 | 1027                 | 1031                 |

| Год  | Численность | Численность |
| ---- | ----------- | ----------- |
| 1831 | 391         | [ 11 ]      |
| 1897 | 671         | [ 11 ]      |
| 1926 | 555         | [ 11 ]      |
| 1939 | 726         | [ 11 ]      |
| 1959 | 911         | [ 11 ]      |
| 1970 | 1274        | [ 11 ]      |
| 1979 | 1329        | [ 11 ]      |
| 1989 | 1611        | [ 12 ]      |
| 2001 | 1329        | [ 11 ]      |
| 2011 | 2058        | [ 13 ]      |